# Vlekborstpitohui
De vlekborstpitohui (Pseudorectes incertus synoniem: Pitohui incertus) is een zangvogel uit de familie Pachycephalidae (dikkoppen en fluiters).

## Ontdekking en taxonomie
De vogel werd in 1909 door de Nederlandse dierkundige Eduard Daniël van Oort geldig beschreven in een lijvig boek, gewijd aan de wetenschappelijke (zoölogische) resultaten van de Eerste Zuid-Nieuw-Guinea-expeditie. De naam pitohui is misleidend. Uit fylogenetisch onderzoek bleek dat de vogel niet verwant is met de soorten uit het geslacht Pitohui (die tot de Wielewalen en vijgvogels behoren) maar is geplaatst in de familie Dikkoppen en fluiters.

## Herkenning
De vogel is 21 tot 23 cm lang. Het is een onopvallend gekleurde vogel. Van boven donker bruingrijs en van onder licht grijsbruin met een vaag patroon van lichtbruine vlekken op de borst. Opvallend aan deze vogel is het zwarte oog en daaromheen is de kop licht gekleurd waardoor het oog opvalt. Verder is de snavel licht gekleurd.

## Verspreiding en leefgebied
Het is een zeldzame vogelsoort van ondergelopen regenwoud. De soort is endemisch in zuidelijk Nieuw-Guinea.